# Corcoran (Kalifornija)
Corcoran je grad u američkoj saveznoj državi Kalifornija. Prema popisu stanovništva iz 2010. u njemu je živjelo 24,813 stanovnika.